# Pan Feng
En aquest nom xinès, el cognom és Pan.
Pan Feng és un personatge de ficció en la novel·la històrica del Romanç dels Tres Regnes de Luo Guanzhong. En la novel·la ell és un general militar servint sota el comandament del senyor de la guerra Han Fu de la Província Ji (avui dia el sud de Hebei).

## Biografia de ficció
Al voltant del 190, una coalició de senyors de la guerra dirigida per Yuan Shao, van llançar una campanya contra el senyor de la guerra tirànic Dong Zhuo, que controlava el poder de l'estat a través de la manipulació del jove Emperador Xian. Han Fu era part de la coalició i Pan el va acompanyar. Pan era respectat pels seus companys i molt apreciat per Han Fu causa de la seva destresa en la batalla.
Durant la batalla del Pas Sishui contra el general de Dong Zhuo Hua Xiong, la coalició va perdre dos generals, Bao Zhong i Yu She, que van ser morts per Hua en duels. Ja que els cabdills eren reflexionant sobre el seu pròxim curs d'acció, Han Fu recomanà a Pa de desafiar a Hua, dient, "Tinc un valent guerrer en el meu exèrcit. Pan Feng és el seu nom, i ell pot matar a aquest Hua Xiong." Això no obstant, Pan no va ser rival per Hua i va ser matat pel seu oponent després d'unes quantes rondes de duel.

## Com un mem o tema d'Internet
Pan Feng és objecte d'un popular fenomen mem participatiu i xinès d'Internet originat a partir de la línia literàri "Tinc un guerrer valent en el meu exèrcit. Pan Feng és el seu nom, i ell pot matar a aquest Hua Xiong". Aquest mem és un fenomen cultural i ha donat lloc a un augment de la popularitat de Pan, competint així amb les figures més conegudes del període dels Tres Regnes. Aquesta popularitat s'ha atribuït a diverses causes, com ara el desig de burlar-se de les tradicions com a novetat, o als sentiments d'impotència i falta de reconeixement individual a la societat xinesa. Això ha donat lloc a múltiples biografies falses que detallen les suposades gestes de Pa Feng, que suposadament van ser massa grans com per a ser esmentades oficialment.